# Halyna Jantschenko

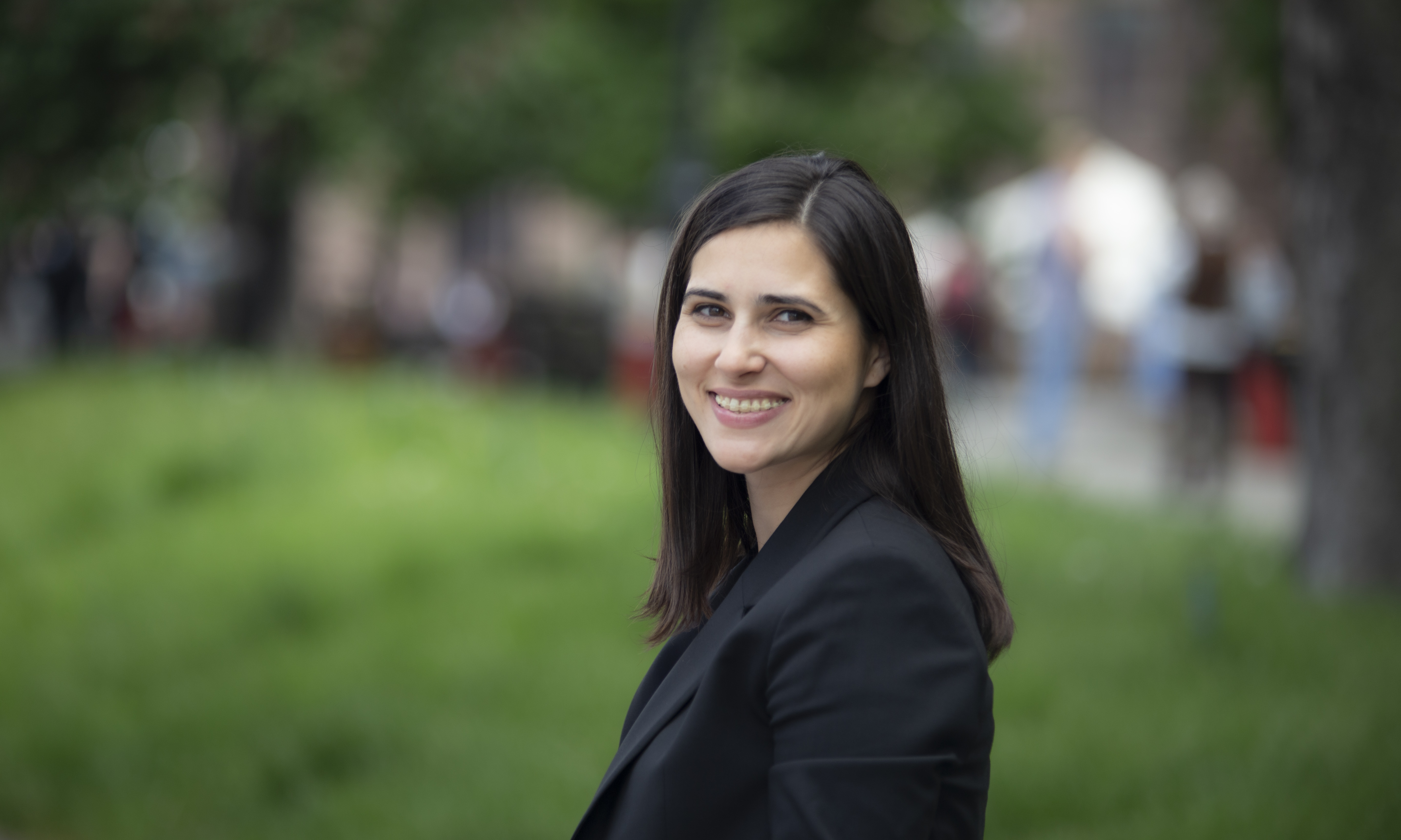
Halyna Jantschenko (2023)

Halyna Ihoriwna Jantschenko (ukrainisch Галина Ігорівна Янченко; * 29. April 1988 in Schytomyr) ist eine ukrainische Politikerin, Aktivistin und Abgeordnete des ukrainischen Parlaments Werchowna Rada. Sie ist Expertin für Wirtschaftsfragen und Korruptionsbekämpfung. Seit 2019 ist sie Mitglied des Nationalen Rates für Korruptionsbekämpfung. Sie ist stellvertretende Fraktionsvorsitzende der Partei Sluha narodu in der Werchowna Rada in der 9. Wahlperiode, Co-Vorsitzende der deutsch-ukrainischen Parlamentariergruppe, Vorsitzende der parlamentarischen Sonderkommission für Investorenschutz und Sekretärin des Nationalen Investitionsrates der Ukraine. Halyna Jantschenko ist Initiatorin der sozialen Initiative Prychystok (deutsch Zuflucht), des größten Dienstes in der Ukraine für die Suche nach kostenlosen Unterkünften für Binnenvertriebene und Flüchtlinge.
Im Jahr 2021 wurde Halyna Jantschenko von der ukrainischen Nachrichtenwebsite focus.ua in deren Liste der 100 einflussreichsten Frauen der Ukraine auf Platz 38 aufgenommen. Die Autoren des Rankings wiesen darauf hin, dass sie im Investorenschutz ihre Hauptaufgabe sieht.
Im März 2021 wurde sie von der ukrainischen Zeitschrift NV in die Liste der 100 erfolgreichsten Frauen der Ukraine aufgenommen, ein Projekt über ukrainische Frauen, die in Wirtschaft, Politik, öffentlichem Leben und anderen wichtigen Bereichen große Erfolge erzielt haben. Jantschenko gehörte zu den Top 10 in der Kategorie Politik.

## Familie
Halyna Jantschenkos Ex-Ehemann ist Wiktor Andrussiw, der ehemalige Leiter der Nichtregierungsorganisation „Ukrainisches Institut für Zukunft“. Seit Juni 2022 leistet er Wehrdienst in den ukrainischen Streitkräften. Die beiden haben eine Tochter (* 2012) und einen Sohn (* 2016).

## Ausbildung und berufliche Erfahrung
Während ihrer Schulzeit gewann Halyna Jantschenko ein Stipendium des Programms Future Leaders Exchange (FLEX) und besuchte ein Jahr lang eine Schule in Texas, USA.
Sie erhielt zwei Master-Abschlüsse, einen in Soziologie (Nationale Universität Kiew-Mohyla-Akademie) und einen in Rechtswissenschaft (Nationale Taras-Schewtschenko-Universität Kiew). Während ihres Studiums an der Kiew-Mohyla-Akademie begann sie ihre berufliche Laufbahn. Ihre ersten Berufserfahrungen sammelte sie bei einer Marketingforschung für die große ukrainische Gastronomiekette Pusata Chata.
Zudem koordinierte Janschenko die Absolventen des Studentenaustauschprogramms. Später wurde sie Leiterin von Forschungs- und Analyseprogrammen bei der internationalen Organisation Pact und von Projekten der Yalta European Strategy (YES), die der ukrainische Oligarch Wiktor Pintschuk 2004 ins Leben gerufen hatte. Sie beteiligte sich an der Organisation der 5. Jahrestagung von YES in Jalta 2008, des Forums „Freihandelszone für die Ukraine“ und der YES-Sommeruniversität für junge Politiker aus der Ukraine und Europa.
Später arbeitete sie im Bereich der soziologischen Forschung und der Marketingforschung, der Entwicklung von strategischen Dokumenten sowie von Reformprojekten.
Seit 2019 ist Halyna Jantschenko Abgeordnete des ukrainischen Parlaments.

## Politisches und soziales Engagement
Im Jahr 2008 gründete Halyna Jantschenko das Kiewer Büro der Organisation „Demokratische Allianz“. Sie war Mitglied des Parteibüros der Demokratischen Allianz in Kiew.
Jantschenko beteiligte sich aktiv am Euromaidan, den letztlich erfolgreichen Protesten Anfang 2014 gegen den damaligen Staatspräsidenten Wiktor Janukowytsch. Zu den dabei ums Leben gekommenen Demonstranten, die seither als sogenannte „Himmlische Hundertschaft“ verehrt werden, zählten zwei enge Freunde von Jantschenko: Ustym Holodnjuk und Andrij Mowtschan.
Zwischen 2014 und 2015 war Jantschenko Abgeordnete (Demokratische Allianz) im Kiewer Stadtrat. Sie war Mitglied der Kommission für Stadtplanung, Architektur und Landnutzung. Jantschenko engagierte sich gegen die Zerstörung von Grünflächen und die Überbauung von Spiel- und Sportplätzen. Im Jahr 2014 initiierte sie eine Reihe von Antikorruptionsnormen im Kiewer Stadtrat, die später Teil der nationalen Gesetzgebung wurden, wie öffentliche Informierung über Interessenkonflikte bei der Behandlung von Themen, Offenlegung von Vermögenswerten usw.
Seit 2018 ist Halyna Jantschenko Vorsitzende des Rates für die öffentliche Kontrolle des Nationalen Antikorruptionsbüros der Ukraine (NABU).
Während des Präsidentschaftswahlkampfs 2019 wurde Jantschenko Mitglied des Teams des künftigen ukrainischen Präsidenten Wolodymyr Selenskyj. Sie war für die Korruptionsbekämpfung und die Digitalisierungsreform zuständig.
Nach ihrer Wahl zur Werchowna Rada 2019 wurde Jantschenko stellvertretende Vorsitzende des Ausschusses für Korruptionsbekämpfung in der Werchowna Rada. Im Dezember 2022 wurde sie Mitglied des Wirtschaftsausschusses. Jantschenko ist auch Co-Vorsitzende der Gruppe für interparlamentarische Beziehungen mit der Bundesrepublik Deutschland, stellvertretende Fraktionsvorsitzende der Partei Sluha narodu in der Werchowna Rada in der 9. Wahlperiode und Vorsitzende der Sonderkommission der Werchowna Rada für Investorenschutz.
Seit Mai 2021 ist sie Stellvertretende Vorsitzende des Aufsichtsrates der staatlichen Agentur UkraineInvest. Seit Januar 2022 ist sie Sekretärin des Nationalen Investitionsrates.
Am 19. Dezember 2022 kündigte Jantschenko ihren Austritt aus der Partei Sluha narodu an, um gegen das Verhalten der Parteivorsitzenden Olena Schuljak zu protestieren. Schuljak war in das Krankenhaus zu einem verwundeten ukrainischen Veteranen gekommen, der ihren korrupten Gesetzentwurf zur Stadtplanung kritisiert hatte, und begann, mit ihm zu streiten. Schuljaks Verhalten wurde von dem Militär und den Veteranen scharf kritisiert.

## Korruptionsbekämpfung
Angesichts der Untätigkeit der Kiewer Behörden bei der Korruptionsbekämpfung initiierte Halyna Jantschenko 2014 die Bürgerinitiative „Antikorruptionsstab von Kiew“. Ziel der Initiative war es, möglichen Machtmissbrauch durch Kiewer Beamte zu untersuchen, um die Täter vor Gericht zu bringen.
Im selben Jahr stellte Jantschenko Pläne der „Demokratischen Allianz“ zur Bekämpfung der Korruption in Kiew vor: Einführung eines „Online-Haushalts“, Audit-Veröffentlichungen der größten Kommunalunternehmen, Gewährleistung vollständiger Transparenz der Informationen über die Vergabe von Bauland usw.
Im Jahr 2015 stellte Jantschenko zusammen mit anderen Aktivisten des Antikorruptionsstabs die „Antikorruptionskarte der Reparaturen“, eine Online-Karte mit Informationen über alle mit Haushaltsmitteln durchgeführten Reparaturarbeiten in Kiew, vor. In wenigen Jahren wurde die „Antikorruptionskarte der Reparaturen“ auf das gesamte Gebiet der Ukraine ausgeweitet, einschließlich kleiner Dörfer.
Im September 2017 war Halyna Jantschenko eine der Initiatoren der gesellschaftspolitischen Bewegung „Initiative der realen Handlungen“, die das Parlament zur Abschaffung der Immunität der Abgeordneten zwingen wollte.
Ebenfalls 2017 veröffentlichte der „Antikorruptionsstab“ unter Jantschenkos Leitung einen Chatbot „Staatsbeamte Taras“, der Beamten beim Ausfüllen von elektronischen Vermögensdeklarationen hilft. Im Jahr 2018 hat der „Antikorruptionsstab“ ein interaktives Tool, „Verdeckte Interessen“, vorgestellt, mit dem Wähler mögliche Korruptionsverbindungen von lokalen Abgeordneten aufspüren konnten.
Der „Antikorruptionsstab“ unter der Leitung von Halyna Jantschenko kontrollierte und überwachte die Aktivitäten der Nationalen Agentur für Korruptionsprävention. Den Experten des „Antikorruptionsstabs“ zufolge arbeitete die NAKP in den ersten Jahren nach ihrer Gründung unprofessionell und ineffizient und war eine von politischen Interessen abhängige Einrichtung.
Am 8. Juni 2018 wurde Jantschenko zur Vorsitzenden des Rates für öffentliche Aufsicht des Nationalen Antikorruptionsbüro der Ukraine (NABU) gewählt.
Im April 2019 erläuterte Halyna Jantschenko die Antikorruptionspläne des Teams des gewählten Präsidenten Wolodymyr Selenskyj: Abschaffung der Immunität der Abgeordneten, Neustart der Antikorruptionsgremien und Verringerung des Drucks auf Unternehmen.

## Tätigkeit als Abgeordnete

### Gesetzesinitiativen
Halyna Jantschenko ist Co-Autorin von Dutzenden von Gesetzentwürfen, von denen sie 22 als leitende Autorin vorgeschlagen hat. Sieben von Jantschenkos Initiativen wurden später zu Gesetzen. Zu den letzten gehört der Gesetzentwurf über die Änderungen der Verfassung zur Aufhebung der Immunität der Abgeordneten. Das entsprechende Gesetz wurde im Jahr 2019 verabschiedet.
Die ebenfalls von Jantschenko eingeführten Gesetzentwürfe umfassten die folgenden Themenbereiche:
- Korruptionsbekämpfung, darunter Schaffung des Zentralportals zur Meldung von Korruptionsfällen,[53]
- Verbesserung der Mechanismen zur Bekämpfung von Raider-Attacken,[54]
- Sozialschutz von Laborpersonal in öffentlichen Krankenhäusern,[55]
- Verstärkung der Garantien für das Privateigentum usw.[56]

Eine Reihe von Gesetzesentwürfen, die von Jantschenko verfasst wurden, werden derzeit für die zweite Lesung vorbereitet oder in den Fachausschüssen für Wirtschaft, Korruptionsbekämpfung, Strafverfolgung, Landwirtschaft usw. geprüft.
Einer von Jantschenkos neusten Gesetzentwürfen betrifft die Verbesserung des Mechanismus zur Förderung privater Investitionen durch den Mechanismus der öffentlich-privaten Partnerschaft (ÖPP) zur Beschleunigung des Wiederaufbaus kriegszerstörter Objekte und des Baus neuer Objekte im Zusammenhang mit der Nachkriegswiederherstellung der ukrainischen Wirtschaft. Dieses Gesetz soll dazu beitragen, mehrere Probleme bei der Durchführung von ÖPP-Projekten zu lösen, unter anderem die entsprechenden Verfahren zu vereinfachen und die Finanzgarantien für Investoren gesetzlich zu verankern. Dies würde nicht nur die kriegszerstörte Infrastruktur in kurzer Zeit wiederherstellen, sondern auch die ukrainische Wirtschaft fördern.

### Sonderkommission für Investorenschutz
Halyna Jantschenko initiierte die Schaffung der Zeitweiligen Sonderkommission der Werchowna Rada zum Investorenschutz. Dieses kollektive Expertengremium des Parlaments besteht aus 13 Abgeordneten mit Halyna Jantschenko als Vorsitzende.
Ziel der Sonderkommission ist es, ein positives Investitionsklima in der Ukraine zu schaffen. Es wurden zwei vorrangige Arbeitsbereiche festgelegt: die Entwicklung und Reform der ukrainischen Investitionsgesetze und die Prüfung von Beschwerden von Unternehmen.
Im Laufe ihrer zweieinhalbjährigen Tätigkeit hat die parlamentarische Sonderkommission 17 Beschwerden von Unternehmen gegen Behörden wegen Untätigkeit oder umgekehrt wegen rechtswidriger und unzulässiger Einmischung der Sicherheitsdienste in die Geschäftsangelegenheiten des Privatsektors erfolgreich gelöst. Infolgedessen wurden Investitionsprojekte im Wert von über 20 Mrd. UAH freigegeben.
Die von der Kommission geprüften Beschwerden bildeten die Grundlage für Gesetzesänderungen: Das Parlament verabschiedete sechs von der Sonderkommission ausgearbeitete Gesetze.

### Der Nationale Investitionsrat der Ukraine
Am 12. Januar 2022 wurde Halyna Jantschenko Sekretärin des Nationalen Investitionsrats.
Trotz des Krieges entwickelte der Rat im Jahr 2022 das Konzept für die Große Agrarverarbeitung und sechs öffentliche Investitionsprojekte, für die sie mit großen internationalen Versicherungsunternehmen über die Vergabe von Krediten an Unternehmen und die Versicherung von Kriegsrisiken für den Start neuer Projekte abgestimmt hat.
Halyna Janchenko hat sechs vom Nationalen Investitionsrat entwickelte Investitionsprojekte auf dem Online-Forum „Rebuilding Ukraine with the Private Sector“ vorgestellt. Der Investitionsrat schlug vor, den Agrarsektor neu zu überdenken und von der Ausfuhr von Rohstoffen zu einer tiefgreifenden Verarbeitung und der Herstellung von Produkten mit hohem Mehrwert überzugehen, was gleichzeitig die Schaffung neuer, gut bezahlter Arbeitsplätze in der Ukraine gewährleisten würde.
Als Sekretärin des Nationalen Investitionsrates hat sie 2022 und 2023 eine Reihe von Treffen und Rundtischgesprächen mit Vertretern der Unternehmen in verschiedenen Regionen der Ukraine und im Ausland, darunter in Polen, der Türkei, Deutschland und den USA, veranstaltet. Dort wurden die Probleme besprochen, mit denen die Wirtschaft während des Krieges konfrontiert ist, sowie Möglichkeiten zu deren Lösung.
Der Nationale Investitionsrat hat unter Beteiligung ausländischer und ukrainischer Experten, Akademiker und Unternehmen eine Reform der öffentlich-privaten Partnerschaft (ÖPP) ausgearbeitet, die in dem von Jantschenko vorgelegten Gesetzentwurf verankert ist. Das ÖPP-Instrument wurde in den Plan für den Wiederaufbau der Ukraine aufgenommen, der im Rahmen der jährlichen Konferenz über Reformen in der Ukraine im Juli 2022 im schweizerischen Lugano vorgestellt wurde. Am 21. und 22. Juli 2022 präsentierte Halyna Jantschenko die ÖPP-Reform in der Türkei.
Im Juli 2022 nahm Jantschenko als Sekretärin des Nationalen Investitionsrates an der zweitägigen Ukrainian Recovery Conference, einer Konferenz über den Wiederaufbau der Ukraine, teil.

## Sozialdienst Prychystоk
Am 24. Februar 2022, dem ersten Tag des russischen Überfalls auf die Ukraine, initiierte Jantschenko die Schaffung des Sozialdienstes Prychystok (deutsch Zuflucht) und startete das Projekt zusammen mit einem Team von Freiwilligen. Es funktioniert über die Website prykhystok.gov.ua, die nach dem Prinzip eines „schwarzen Bretts“ gebildet wurde, und ermöglicht es Binnenvertriebenen, kostenlose Unterkunft zu finden.
Im April 2022 erhielt die Prychystok-Initiative den Status eines staatlichen Programms, in dessen Rahmen die Regierung Hauseigentümern, die Binnenvertriebene beherbergt haben, eine Entschädigung für die Nebenkosten zahlt.
Die Online-Plattform Prychystok wurde seit ihrem Start von rund 4 Mio. Benutzern besucht. Mehr als 1 Mio. Ukrainer haben dank der Initiative eine Übergangsunterkunft gefunden.

## Auszeichnungen
Für ihre Tätigkeit erhielt Jantschenko mehrere Auszeichnungen, unter anderem von der Nationalen Anwaltsvereinigung der Ukraine, der Internationalen Handelskammer, dem International Trade Council sowie dem ukrainischen Innenminister.